# Andreas Landgren
Andreas Landgren (Helsingborg, 17 maart 1989) is een Zweedse profvoetballer die onder contract staat bij Helsingborgs IF.

## Carrière
Landgren, wiens ouders ook in de Zweedse topcompetities speelden, begon in 1995 met voetballen bij Helsingborgs IF. Daar volgde hij de hele jeugdopleiding en hij speelde ook in de Zweedse nationale jeugdteams. Daarin was hij vaak aanvoerder.
In 2006 kwam Landgren in de A-selectie terecht. Op 26 oktober van dat jaar maakte hij zijn debuut in de Allsvenskan, toen hij bij een 4-2-overwinning op Kalmar FF in de laatste minuut voor McDonald Mariga het veld in kwam. Hij vestigde zich vervolgens in de selectie, maar de jonge speler werd maar zelden gebruikt. Tijdens het seizoen 2008 vocht hij zich in de basis, waarop Jörgen Lennartsson en Tommy Söderberg, de bondscoaches van het Zweedse U-21 team, hun aandacht op hem vestigden. In augustus maakt hij zijn debuut voor het nationale jeugdteam met een 1-1 gelijkspel tegen Finland.
Landgren kwam ook in het zicht van bondscoach Lars Lagerbäck, die hem selecteerde voor het Zweedse nationale team voor een Noord-Amerikaanse tournee. Op 28 januari 2009 kwam hij als vervanger van Alexander Farnerud in de 75e minuut in het veld tegen Mexico (1-0-overwinning). In het volgende seizoen, kwam hij tot de zomervakantie tijdens tien wedstrijden in actie. Hij werd geselecteerd voor het Europees kampioenschap voetbal voor spelers tot 21 jaar in eigen land. In die selectie is hij dan een van de elf spelers met ervaring op het hoogste niveau. Met die selectie bereikte hij de halve finales van het toernooi waarin ze niet waren opgewassen tegen Engeland.
Kort na het einde van het toernooi ondertekende Landgren een contract met de Italiaanse club Udinese Calcio. Per 1 januari 2010 werd hij tot de zomer van 2013 verbonden aan de Italiaanse club. Vanwege de grote concurrentie werd hij in het seizoen 2010-2011 verhuurd aan het Nederlandse Willem II. Voor die club maakte hij op 11 september 2010 in de Amsterdam ArenA zijn debuut tegen AFC Ajax (2-0 nederlaag). Na de terugkeer naar Udinese werd Landgren alweer verhuurd, dit keer aan Fredrikstad FK